# Fritz Rott
Friedhelm Rott, detto Fritz (Essen, 9 giugno 1959), è un doppiatore tedesco.

## Biografia
Dopo essersi diplomato nel 1979, Rott ha studiato lingua e letteratura tedesca e musica all'Università di Essen dal 1981 al 1988.
Rott è diventato noto al pubblico nel 2011 come nuovo doppiatore di Patrick Stella nella serie d' animazione Spongebob sostituendo Marco Kröger.

## Doppiaggio

### Film
- Kevin Zegers in Fifty Dead Men Walking

### Film d'animazione
- Shigeru Aoba in Neon Genesis Evangelion: The End of Evangelion
- Patrick Stella in SpongeBob - Fuori dall'acqua, SpongeBob - Amici in fuga, Saving Bikini Bottom, Plankton - Il film
- Yorihiko Jinnouchi in Summer Wars

### Serie televisive
- Randall Park in Super Ninja
- David Ury in I Thunderman
- Ioan Gruffudd in Forever
- David Cross in Golia
- Andy Cohen in Riverdale

### Serie televisive d'animazione
- Senbei Norimaki in Dragon Ball
- Manzo in Samurai 7
- Solf J. Kimblee in Fullmetal Alchemist
- Patrick Stella in SpongeBob[1], Kamp Koral - SpongeBob al campo estivo, Lo show di Patrick Stella
- Izuru Kira, Tsubaki e Jibakurai in  Bleach
- Po in Kung Fu Panda - Mitiche avventure
- Bizzarro in DC super Friends
- Jack Neylon / Kal Snydar e Suguru Shimura in Death Note
- Caster / Gilles de Rais in Fate/Zero
- Diabel in Sword Art Online
- Kaien Cross in Vampire Knight
- Pinguino in Batwheels

### Videogiochi
- Subjekt 16 in Assassin's Creed II
- Nicolai Griffin, Dominic e Tholos in Heroes of Might and Magic V
- Esteban in Pippa Funnell: Secrets of the Ranch